# Gymnasium Horn (Bremen)
Das Gymnasium Horn ist ein staatliches Gymnasium im Bremer Stadtteil Horn-Lehe. Die Schule gehört zu den ältesten weiterführenden Schulen in Bremen und bietet ihren Schülern ein breites Bildungsangebot mit einem besonderen Fokus auf naturwissenschaftlichen und sprachlichen Fächern. Das Gymnasium Horn gehört mit seinen rund 1400 Schülern zu den größten Schulen in Bremen.

## Geschichte
Die Geschichte des Gymnasiums Horn begann 1967 mit zwei fünften Klassen, die zunächst im Gebäude der ehemaligen Rembertischule untergebracht waren. In den 1970er Jahren zog die Schule in das heutige Gebäude an der Ronzelenstraße im Stadtteil Horn um und galt dort als das Reformgymnasium Bremens. Unter dem Namen „Horner Modell“ führte die Schule innovative Unterrichtsformen wie Gruppenunterricht, fächerübergreifende Projekte, Teamteaching und flexible Unterrichtszeiten ein, die den starren 45-Minuten-Rhythmus auflockerten.
Mit der Einführung der Stufenschule wurde das Gymnasium Horn in den späten 1970er Jahren gegen den Widerstand der Schulgemeinschaft in ein Schulzentrum für die Sekundarstufe II umgewandelt. Ab 1978 wurden keine neuen fünften Klassen mehr aufgenommen, und 1982 verließ die letzte 10. Klasse die Schule. 1986 zog die Schule in das Gebäude am Vorkampsweg um, das sie bis heute mit der Berufsschule für den Einzelhandel, der Höheren Handelsschule und einigen Klassen der Schule am Rhododendronpark teilt.
1995 wurde das Gymnasium Horn wieder in ein durchgängiges Gymnasium. Bereits 1996 wurde die erste 7. Klasse aufgenommen, und 2006 folgten drei fünfte Klassen. Seitdem hat sich die Schule auf eine fünfzügige Struktur von der 5. Klasse bis zum Abitur eingestellt.

## Schulprofil
Das Gymnasium bietet neben einem allgemeinen Lehrplan auch Profile mit Schwerpunkten in den Bereichen Sprachen, Naturwissenschaften und Gesellschaftswissenschaften an. Ab der Mittelstufe können die Schüler aus mehreren Profilen wählen, um sich auf bestimmte Fachgebiete zu spezialisieren.
- Profil A: Deutsch
- Profil B: Englisch
- Profil C: Wirtschaft
- Profil D: Mathematik
- Profil E: Biologie
- Profil F: Philosophie

## AbiBac
Das Gymnasium Horn ist bekannt für sein AbiBac-Programm, das den Schülern ermöglicht, sowohl das deutsche Abitur als auch das französische Baccalauréat zu erwerben. Diese bilinguale Qualifikation eröffnet vielfältige Perspektiven für Studium und Beruf, nicht nur in Deutschland und Frankreich, sondern in ganz Europa und darüber hinaus. Der Weg zum AbiBac beginnt für die Schüler der bilingualen Klasse bereits in der 5. Klasse. Diese Klasse erhält von Anfang an intensiven Französischunterricht, der sie gezielt auf das AbiBac-Programm vorbereitet. Die Schüler kommen sowohl mit als auch ohne Vorkenntnisse zusammen und lernen in differenzierten Gruppen. Der Unterricht legt dabei großen Wert auf das Schaffen interkultureller Kompetenzen und das Kennenlernen der französischen Sprache und Kultur. In der Oberstufe wird Französisch dann als Leistungskurs angeboten, und die Schüler setzen sich intensiv mit Themen wie französischer Geschichte, Literatur und Politik auseinander. Der Unterricht findet in französischer Sprache statt und bereitet die Schüler gezielt auf die doppelte Qualifikation vor, die sowohl das deutsche Abitur als auch das französische Baccalauréat umfasst. Durch das AbiBac-Programm haben die Schüler des Gymnasiums Horn die Möglichkeit, eine bilinguale Hochschulreife zu erlangen, die ihnen den Zugang zu Universitäten und Karrieremöglichkeiten in beiden Ländern erleichtert.

## MINT
Das Gymnasium Horn legt besonderen Wert auf die Förderung der sogenannten MINT-Fächer (Mathematik, Informatik, Naturwissenschaften und Technik). Im Schuljahr 2022/23 wurde erstmals eine MINT-Klasse in den Jahrgängen 5 und 6 eingeführt, die ein intensiveres Lernangebot in diesen Fächern bietet. Ziel ist es, Schülerinnen und Schüler mit einem Interesse an Rechnen, Experimentieren und technischen Fragestellungen optimal zu fördern.
Die MINT-Klasse zeichnet sich durch fächerübergreifenden Unterricht aus, der Themen aus Mathematik, Informatik, Naturwissenschaften und Technik integriert. Wandertage und Exkursionen haben oft einen MINT-Bezug, und die nahegelegene Universität Bremen sowie der Technologiepark Bremen bieten zahlreiche außerschulische Lernmöglichkeiten.
Zu den besonderen MINT-Aktivitäten gehören:
- Bremer Big Data Challenge
- CERN-Studienfahrt
- Jugend forscht / Schüler experimentieren
- Schülerwettbewerb JuniorING
- Verschiedene Exkursionen zu naturwissenschaftlichen Themen

Für den Unterricht in den naturwissenschaftlichen Fächern stehen modern ausgestattete Räume zur Verfügung, die für Schülerexperimente und praktische Übungen genutzt werden. In der Oberstufe wird das MINT-Programm durch Leistungskurse in Mathematik, Biologie, Chemie und Physik erweitert.

## Europaschule
Seit dem Schuljahr 2023/24 verfolgt das Gymnasium Horn das Ziel, als Europaschule zertifiziert zu werden. Dieses Zertifikat wird an Schulen vergeben, die sich besonders für die europäische Integration, den interkulturellen Austausch und die Förderung eines europäischen Bewusstseins einsetzen. Dabei steht das Vermitteln der gemeinsamen Werte der Europäischen Union wie Frieden, Demokratie und Freiheit im Mittelpunkt.
Die Schule bietet ihren Schülern zahlreiche Möglichkeiten, sich aktiv mit europäischen Themen auseinanderzusetzen. So werden Projekte und Veranstaltungen organisiert, die das Verständnis für die Vielfalt Europas fördern und die Schüler zu globalen Bürger erziehen sollen. Ein Beispiel ist der Besuch der Europawahl-Botschafter, der im April 2024 stattfindet, um Schüler für die Europawahl zu sensibilisieren.
Weitere bedeutende Veranstaltungen und Projekte im Rahmen der Europaschul-Initiative sind:
- Peer-Projekt „Wählen ab 16?“ in Zusammenarbeit mit der Universität Bremen und der Bertelsmannstiftung (April 2024)
- Preisverleihung der Mehdorn-Stiftung für den Förderpreis Interkulturelle Kommunikation an das Deutsch-Französische Forum AbiBac/Oberstufe (Mai 2024)
- Auftakt der Vortragsreihe „Zusammen Europäersein“ mit einem Vortrag von Dr. Claire Moulin-Doos über das politische System der EU (Mai 2024)
- Podiumsdiskussion zur Europawahl (Mai 2024)
- Juniorwahl zur Europawahl (Mai 2024)
- Preisverleihung Europäischer Wettbewerb (Juni 2024)
- Aktionen unter dem Motto „Horn für Demokratie“, darunter mehrsprachige Debatten über das Verbot der AfD.[7]

## Partnerschulen und Austauschprogramme
Das Gymnasium Horn pflegt als international ausgerichtete Schule Partnerschaften mit mehreren Schulen im Ausland. Diese Partnerschaften fördern den interkulturellen Austausch und bieten den Schülern die Möglichkeit, verschiedene Länder und Kulturen kennenzulernen. Einige Partnerschaften pausieren jedoch je nach Schuljahr aufgrund personeller oder organisatorischer Gegebenheiten.
Lettland:
Im Jahre 1990 nahmen Schüler zum ersten Mal in einem Austausch, damals noch in die Sowjetunion, nach Riga im Rahmen der Städtepartnerschaft Bremen-Riga teil.
Frankreich:
Das Gymnasium Horn unterhält mehrere Partnerschaften in Frankreich. Besonders hervorzuheben ist der AbiBac-Austausch mit dem Lycée Condorcet in Belfort (Franche-Comté), der regelmäßig stattfindet. Darüber hinaus gibt es eine Kooperation mit dem Lycée Eugène Delacroix in Maisons-Alfort bei Paris, die derzeit den deutsch-französischen Schüleraustausch durchführt.
Polen, Schweden und Irland:
Weitere Partnerschaften bestehen mit Schulen in Polen, Schweden und Irland. Zwischen 2006 und 2010 fand ein Austausch mit den Allvar Gullstrand und Justus Tranchell Gymnasien in Landskrona, Schweden, statt. In Irland pflegte die Schule einen Austausch mit der Mount Temple Comprehensive School in Dublin, wobei besonders der Besuch von irischen Kultursportarten und Tänzen bei den deutschen Schülern Anklang fand.
USA (Anchorage, Alaska):
Von 2006 bis 2020 gab es einen Austausch im Rahmen des German American Partnership Program (GAPP) mit der South Anchorage High School in Anchorage, Alaska. Dieser Austausch bot Oberstufenschülern die Gelegenheit, die USA kennenzulernen und am Unterricht in Alaska teilzunehmen.

## Bekannte Absolventinnen und Absolventen
- Malte Rolf (* 1970), Historiker und Hochschullehrer
- Jan C. Behrends (* 1969), Historiker und Hochschullehrer